# スラオシャ
スラオシャ（Sraosha）は、ゾロアスター教の下級の神もしくは天使階級にあたるヤザタの1人。アムシャ・スプンタの1人とみなされることもある。その名は「聞くこと」を意味し、「聴取」と「従順」を守護する。Srosh、Sirushi、Seroshともつづられる。
スラオシャはアンラ・マンユの手先によって苦しめられる人々の叫びを聞く、アフラ・マズダーの耳とみなされていた。スラオシャは怒りと暴力の悪魔アエーシュマを敵とし、太陽が沈んだ後に地上に降りてこれと戦うという。
ゾロアスター教の伝承では、スラオシャは全ての死者の魂が渡らなければならない「判決の橋」の3人の守護者の1人である。スラオシャはミスラ、ラシュヌと共に裁きを下す3人の神性の1人。
本来ペルシャ神話においては主神のための耳としての役割を持つ。
イスラム教がペルシアを征服しゾロアスター教に取って代わった後も、スラオシャはアッラーフの使者スルシュ（Surush）としてその名を残している。